# Chauvenet (månekrater)
Chauvenet er et nedslagskrater på Månen. Det befinder sig på Månens bagside og er opkaldt efter den amerikanske matematiker og astronom William Chauvenet (1820 – 1870).
Navnet blev officielt tildelt af den Internationale Astronomiske Union (IAU) i 1970. 

## Omgivelser
Chauvenetkrateret ligger nordøst for det fremtrædende Tsiolkovskiykrater. Mindre end en kraterdiameter nordvest for Chauvenet ligger Ten Bruggencate-krateret. 

## Karakteristika
Kraterranden er stort set cirkulær, omend satellitkrateret "Chauvenet C" ligger over den nordøstlige side og trænger ind i kraterets indre. Der løber en højderyg fra den vestlige side af dette indtrængende krater til midten af Chauvenets kraterbund. Den øvrige bund er kun mærket af et antal småkratere. Der findes en hylde af nedfaldet materiale, som danner en terrasse langs den sydøstlige indre væg. Resten af den indre væg har en noget irregulær form.

## Satellitkratere
De kratere, som kaldes satellitter, er små kratere beliggende i eller nær hovedkrateret. Deres dannelse er sædvanligvis sket uafhængigt af dette, men de får samme navn som hovedkrateret med tilføjelse af et stort bogstav. På kort over Månen er det en konvention at identificere dem ved at placere dette bogstav på den side af satellitkraterets midte, som ligger nærmest hovedkrateret. Chauvenetkrateret har følgende satellitkratere:
| Chauvenet | Længde  | Bredde   | Diameter |
| --------- | ------- | -------- | -------- |
| C         | 10,4° S | 138,0° Ø | 48 km    |
| D         | 10,6° S | 139,7° Ø | 14 km    |
| E         | 11,4° S | 140,7° Ø | 27 km    |
| G         | 12,7° S | 141,0° Ø | 26 km    |
| J         | 13,9° S | 139,3° Ø | 77 km    |
| L         | 13,3° S | 137,5° Ø | 10 km    |
| P         | 14,5° S | 135,8° Ø | 12 km    |
| Q         | 13,3° S | 135,4° Ø | 42 km    |
| S         | 12,3° S | 134,4° Ø | 38 km    |
| U         | 11,0° S | 135,2° Ø | 11 km    |

## Måneatlas
- Billeder af Chauvenetkrateret i LPI-måneatlasset